# غزوة قلبيرة (1550)
غزوة قلبيرة سنة 1550 هي غارة شنتها العثمانية ضد إسبانيا.

## خلفية
قامت الأساطيل العثمانية بالعديد من الغارات على ساحل بلنسية، قلييرة عانت من هجمات القراصنة في 1503 و1532، ونتيجة سقوط تونس بأيد الإسبان سنة 1535، قام خير الدين بربروس بهجوم مضاد في جزر البليار وذلك بالهجوم على ماهون،لذا قامت إسبانيا بزيادة دفاعاتها في المدن الساحلية لشبه الجزيرة والجزر، وكان الموريسكيون المسلمون يمدون يد العون للعثمانيين. بعد وفاة خير الدين بربروس في 1546، عُين درغوث ريس قائد للبحرية العثمانية.
في محاكم مونتسـو في 1547، أعربت حكام مملكة بلنسية عن قلقهم تجاه الغارات المتكررة وحسنوا تحصينات بنشكلة وفايلاجويوسا وبناء برجين في قلبيرة وأوروبيسا وإرسال ثلاث أو أربع قطع من المدفعية إلى قلبيرة، وقدم الأمير جيروني أمير كابانيليس و غالاك لوضع استراتيجيات دفاعية جديدة عوض السياسة التقليدية للدفاع عن الساحل بجيش من القوس والقرصنة التفويضية.

## غارة من 1550
أبحر أسطول درغوث من أرزيو بالقرب من وهران في شبه الجزيرة الأيبيرية في 11 مايو 1550، هاجم بينالمادينا و في 20 مايو أسطول شُوهد درغوث بالقرب من كابو دي غاتا بقصد الإغارة على قرطاجنة، ولكن قراصنة إسبان اعترضوا طريقه وتوجهت القوات البحرية العثمانية توجت نحو الشمال، لمهاجمة بينايسا وسانت خوان دالكانت،  و الأسطول لجأ إلى ألتيا للراحة والحصول على الماء ، على أن يبدأ في 24 مايو.

## الغارة
التدابير الدفاعية لم تتخد الوقت المناسب ففي 25 مايو من 1550 وصل درغوث رئيس مع سبعة وعشرين من القوادس والجاليوت (القوادس الصغيرة)،  دخل عن طريق مصب نهر خوكار ووصل إلى قلبيرة وهاجم بمساعدة ألف جندي في المدينة، حتى وصلت مساعدات من الرماة ومقاتلي القربينة من سويكا و جزيرة شقر كان هناك قتال في ممر الجسر أجبر المهاجمين على الانسحاب، ونزل درغوث بنفسه على الأرض لتشجيع الجنود على وتحريضهم على النصر بعد وصول تعزيزات.

## تداعيات
وسرعان ما وصلت أنباء الهجوم إلى بلنسية ومن هناك انتقلت إلى برشلونة وميورقة. توجه الأسطول العثماني إلى جزر البليار ، وفي طريقهم اعترضوا الرسل الذين يحملون الإنذار بالهجوم. [1] و هاجم بوينسا في 30 من مايو، [2] حيث كان أسر أو قتل 130 المسيحيين.[3] بعد بوينسا هاجم كابريرا، في 1 يونيه، حيث أخذت قواته راحو لبضعة أيام ثم تعود إلى سردينيا، في 10 يوليه، اقتحموا بلدة بارنيز التي تدمرت.
بعد الهجوم على قلعة قلبيرة تلقت تعزيزات من عشرين من مقاتلي القربينة وثمانية دراجين ونصف من الكلفرين،<span class="mw-reflink-text">[1]</span> وفي 1577 وبُني برج مارينيت.
الهجمات المختلفة التي أظهرت ضعف الدفاع عن الساحل أدت في 1594 لإنشاء كتيبة الميليشيا الفعالة لمملكة فالنسيا مع عشرة آلاف رجل تهدف للرد على أي هجوم، ولكن مع طرد الموريسكيين في 1609 وانخفاض الدعم والمعلومات التي كان يقدمها الموريسكيين للمهاجمين، خفض ذلك عدد الهجمات وقوتها.

## فهرس
- Dragut contra la Cristiandad. Anatomia del asalto a Cullera de 1550. II Jornades d'Història de Cullera. 1997. {{استشهاد بكتاب}}: الوسيط |الأول= يفتقد |الأخير= (مساعدة)